# Gina Gerson
Gina Gerson (ros. Гина Герсон; ur. 17 maja 1991 w Prokopiewsku) – rosyjska aktorka pornograficzna.

## Życiorys

### Wczesne lata
Urodziła się w Prokopiewsku, położonym na Syberii, w ówczesnym Związku Radzieckim. W dzieciństwie marzyła o tym, aby zostać tłumaczem bądź nauczycielem języków obcych. Po ukończeniu szkoły średniej, w 2009 uczęszczała do St. Petersburg State Institute of Technology w Sankt Petersburgu. W latach 2009–2012 studiowała na Tomsk State University, gdzie opanowała biegle języki francuski oraz angielski. W trakcie studiów pracowała jako sprzedawczyni, sprzątaczka oraz korepetytorka.

### Kariera
W 2010 roku, w wieku 19 lat rozpoczęła karierę w branży pornograficznej pod pseudonimem Doris Ivy. Początkowo występowała w internetowych pokazach erotycznych 21 Sextreme, Nubile Films, Subspace Land i 21 Naturals. Zachęcona sukcesem zdecydowała się wystąpić w swoim pierwszym filmie pornograficznym.
W sierpniu 2010 roku przyjęła propozycję pracy od agencji Sandy’s Models i zamieszkała na stałe w Budapeszcie. Pracowała w takich studiach jak Private, Evil Angel, Girlfriends Films, 21 Sextury, Video Art Holland, Marc Dorcel Fantasies czy Doghouse Digital. Wzięła udział m.in. w produkcjach: Magma Liebesgrüsse aus St. Petersburg 1 (2012) w reż. Steve’a Holmesa, Rocco Siffredi Produzione Rocco’s Psycho Teens 6 (2013) i Rocco One on One 2 (2015) z Rocco Siffredim, Bizarre Video Lover’s Paradise (2015) i Penthouse Sinful Deeds and Dirty Dreams 2 (2017) z Mugurem, Private Specials 131: Private Lessons (2016) z Alberto Blanco, Juanem Lucho i Pablo Ferrari czy WUNF 215 (2017) w reż. Pierre’a Woodmana. Dla czeskiego studia LegalPorno wystąpiła w wielu scenach seksu analnego, w tym podwójnej penetracji, gang bang, bukkake i urofilii.
7 listopada 2011 w Sankt Petersburgu wzięła udział w serii Casting X Pierre’a Woodmana.
W 2012 znalazła się na 205. miejscu listy serwisu FreeOnes.
W 2015 była nominowana do AVN Award w dwóch kategoriach: „Najlepsza wykonawczyni zagraniczna roku” i „Najlepsza scena seksu w zagranicznej produkcji” w Video Marc Dorcel Ballerina by Day Escort by Night (2014) w reżyserii Francka Vicomte z Mike Angelo i Renato.
W 2016 została nominowana do AVN Awards w kategorii „Najlepsza scena seksu w produkcji nieamerykańskiej” w Rebecca Lord Productions Do Not Disturb (2015) z Rico Simmonsem.
W 2017 była nominowana do AVN Awards w kategorii „Najlepsza scena seksu w produkcji nieamerykańskiej” w Video Marc Dorcel Lea Guerlin First Night in the Girls’ Dormitory (2016) w reż. Francka Vicomte z Candee Licious, Jamesem Brossmanem, Leą Guerlin i Lolitą Taylor.
W styczniu 2018 otrzymała tytuł Miss Sugarcookie w plebiscycie Sugarcookie.com.
W 2018 zdobyła nominację do AVN Awards i XBIZ Award w kategorii „Najlepsza wykonawczyni zagraniczna roku”, a także była nominowana do XCritic Awards w kategorii „Najlepsza wykonawczyni zagraniczna”.
1 października 2020 została wydana autobiograficzna książka Gina Gerson: Success through Inner Power and Sexuality.